# Ethel Spowers
Ethel Louise Spowers née à Melbourne le 11 juillet 1890 et morte dans la même ville 5 mai 1947 est une linograveuse et illustratrice australienne.    

## Biographie
Ethel Louise Spowers est née le 11 juillet 1890 à Melbourne, d'un père néo-zélandais et d'une mère londonienne.  
Elle étudie à la Melbourne Girls Grammar, puis en 1928-1929, elle étudie la linogravure auprès de Claude Flight (en) à l'École d'Art moderne de Grosvenor (en) de Londres, où elle fait partie du contingent australien féminin avec Dorrit Black et Eveline Winifred Syme (en).
Elle organise une exposition de linogravures australiennes à Melbourne en 1930. En 1932, elle fonde le Contemporary Art Group, qui promeut l'art moderne en Australie.

## Œuvres
- The works, Yallourn, 1933[4].
- Bank holiday, 1935[5].
- Resting models, 1933[6].
- Wet afternoon, 1930[7].

Un livre pour enfants illustré par Spowers, Cuthbert and the Dogs, a été publié l'année suivant son décès La galerie d'Art de Nouvelle-Galles du Sud possède plusieurs de ses œuvres, certaines datant d'une période précoce d'illustrations réalistes, d'autres montrant l'influence marquée par son temps à la Grosvenor School.

Aquarelles sur papier d'Ethel Spowers
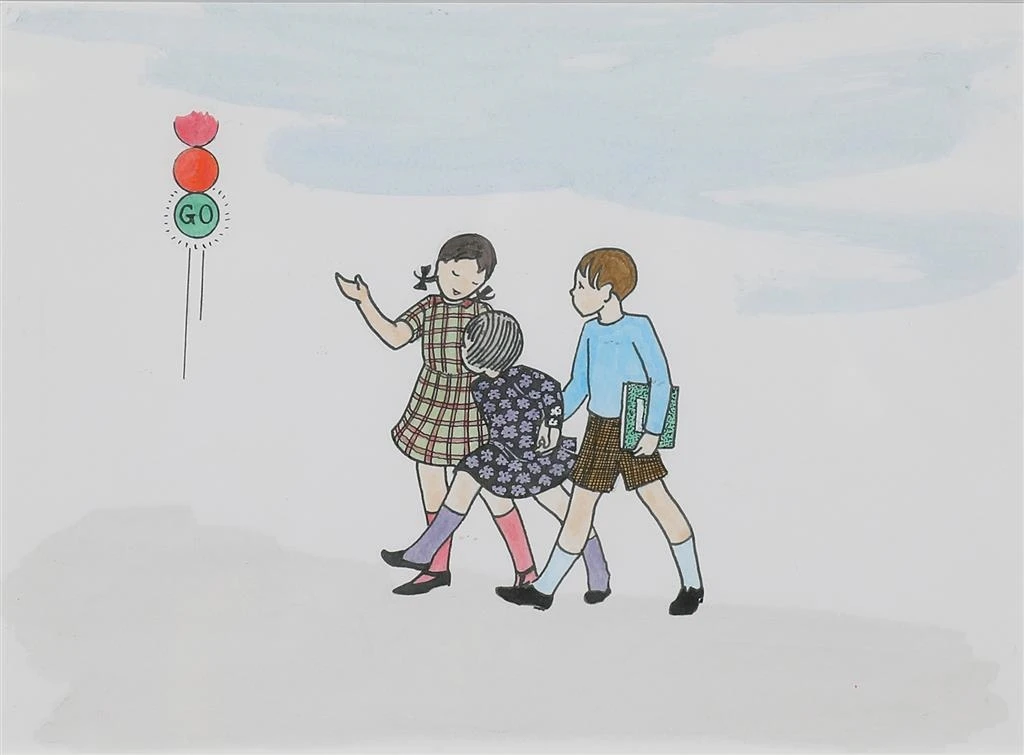
Children Walking
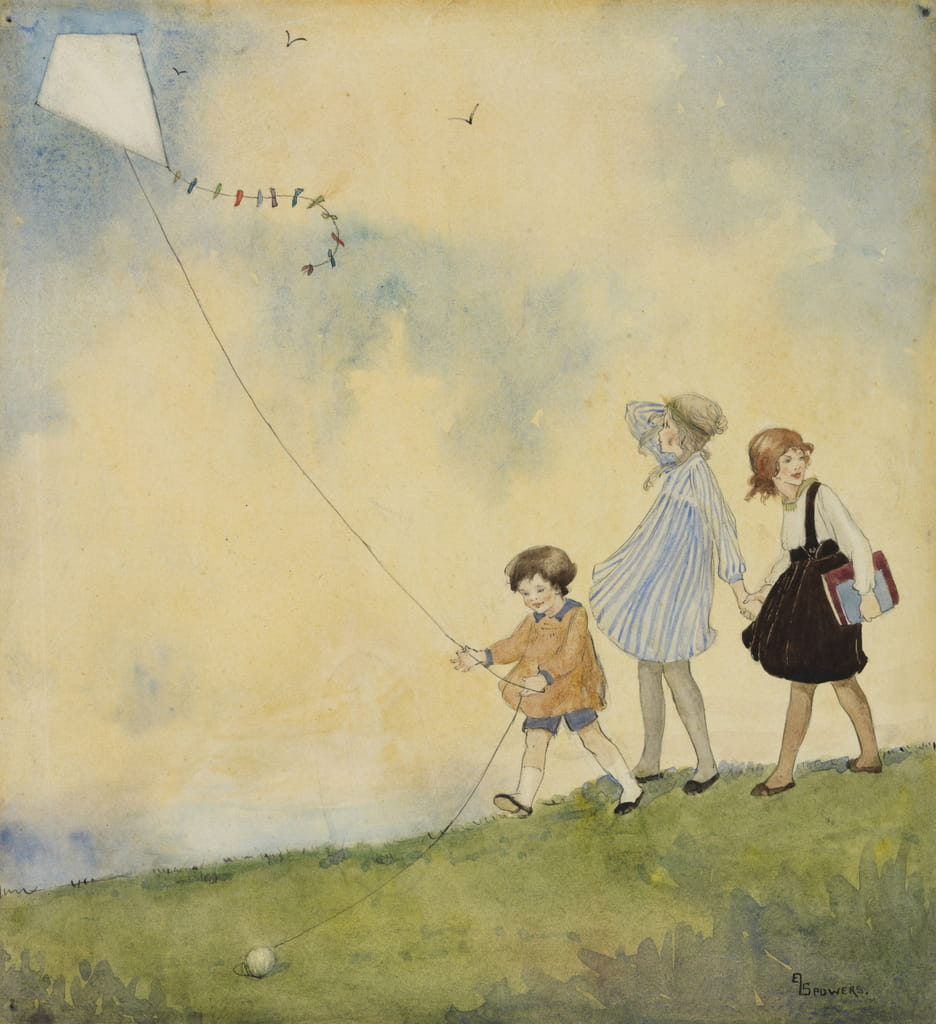
Le Cerf-volant
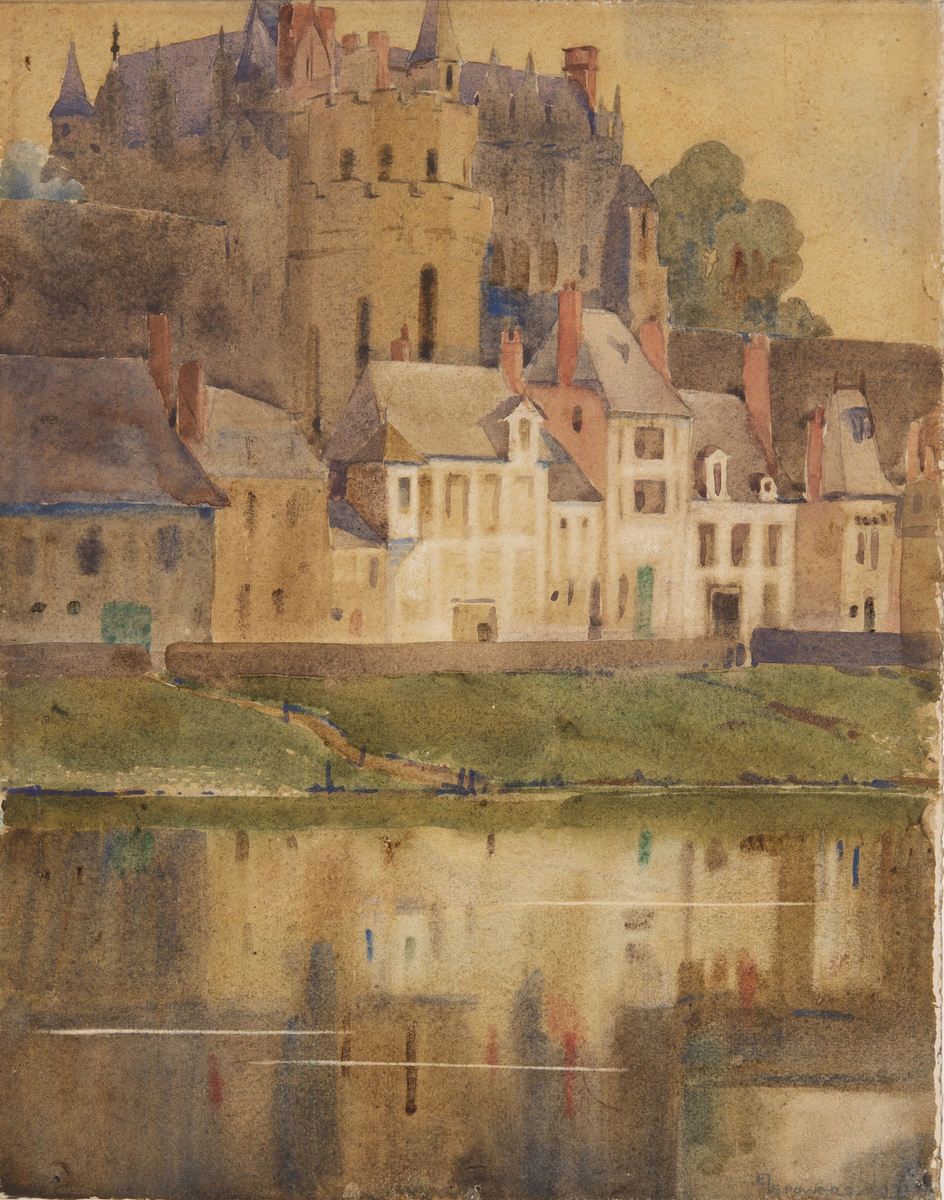
Le château d'Amboise
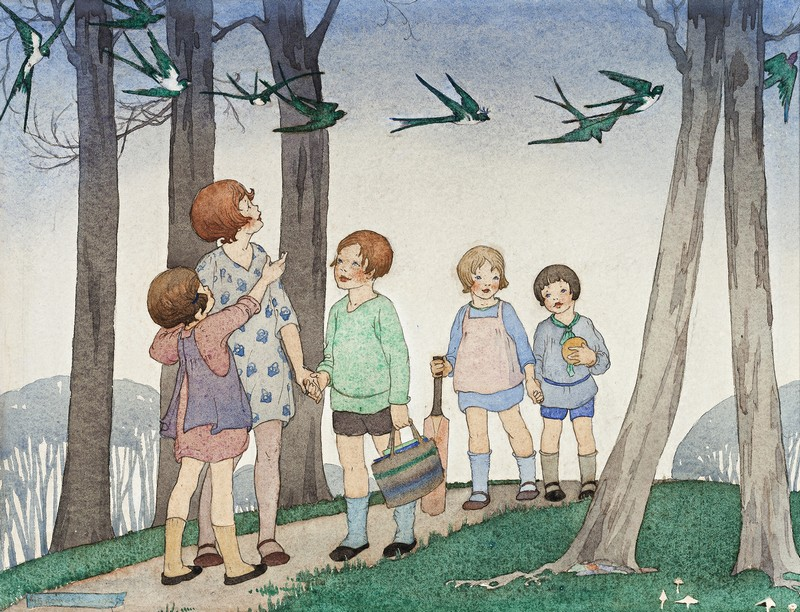
The Enchanted Birds 1927

Linogravures d'Ethel Spowers
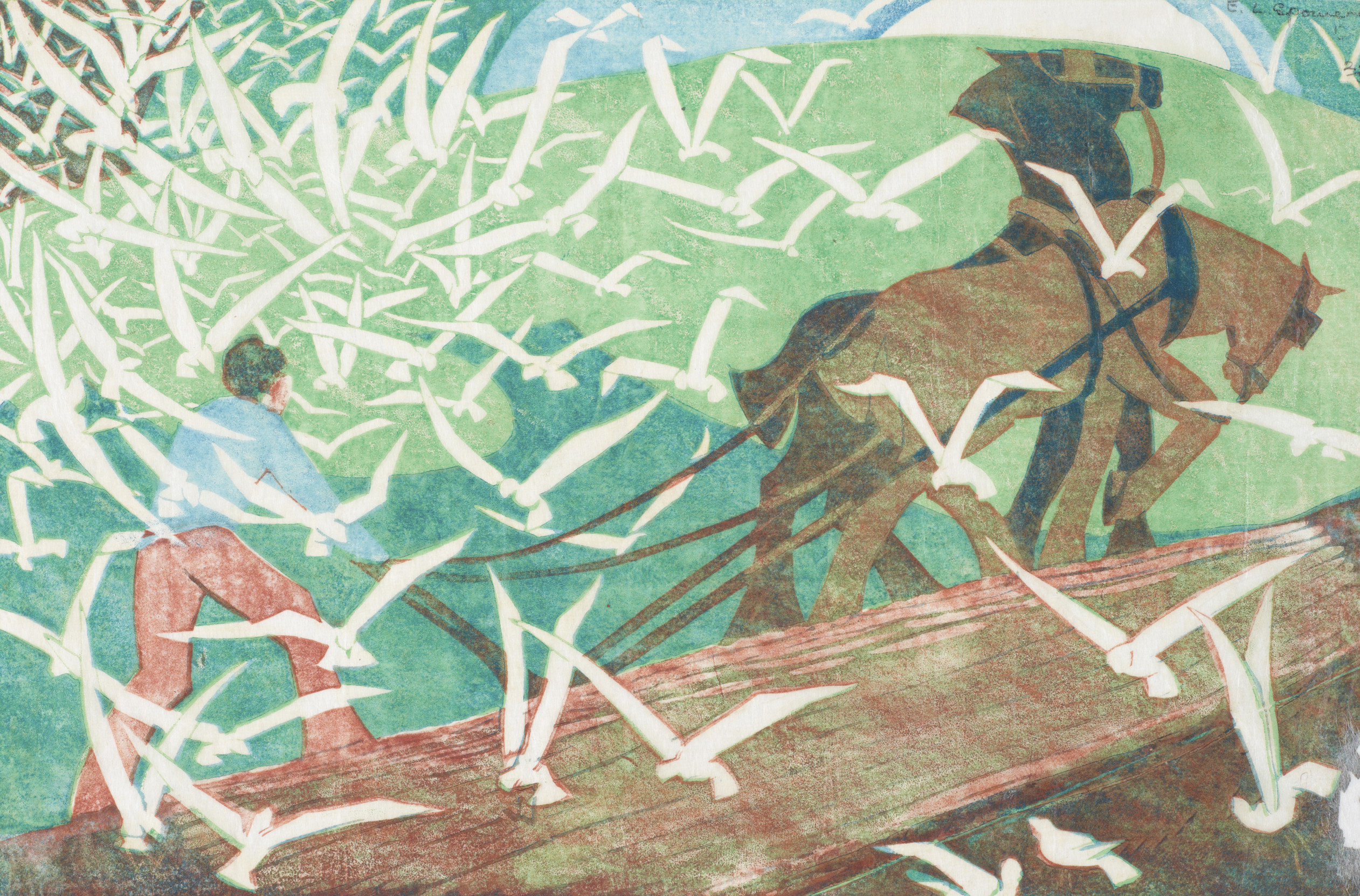
The plough [La Charrue] (1928), Wellington, Te Papa Tongarewa.
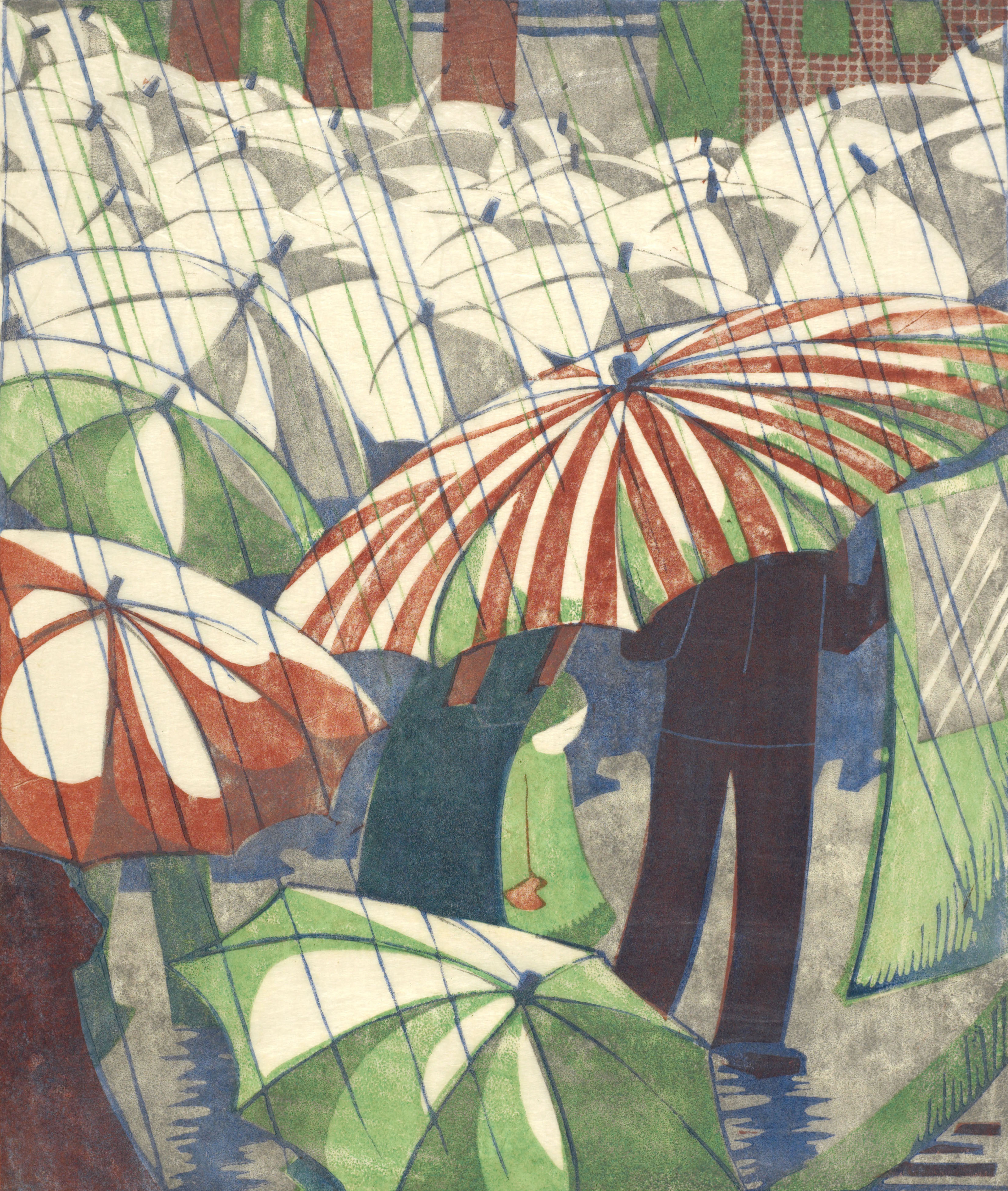
Wet afternoon [Après-midi humide] (1930), Wellington, Te Papa Tongarewa.
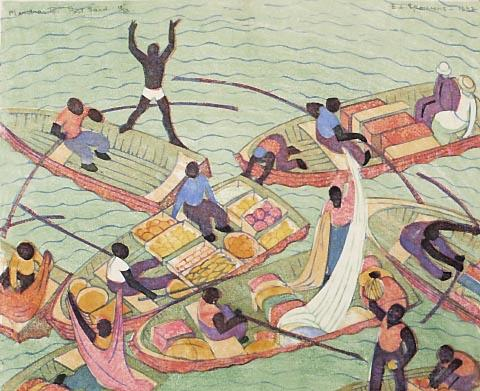
Merchants, Port Said [Marchants, Port Saïd] (1932), musée d'Art d'Auckland.
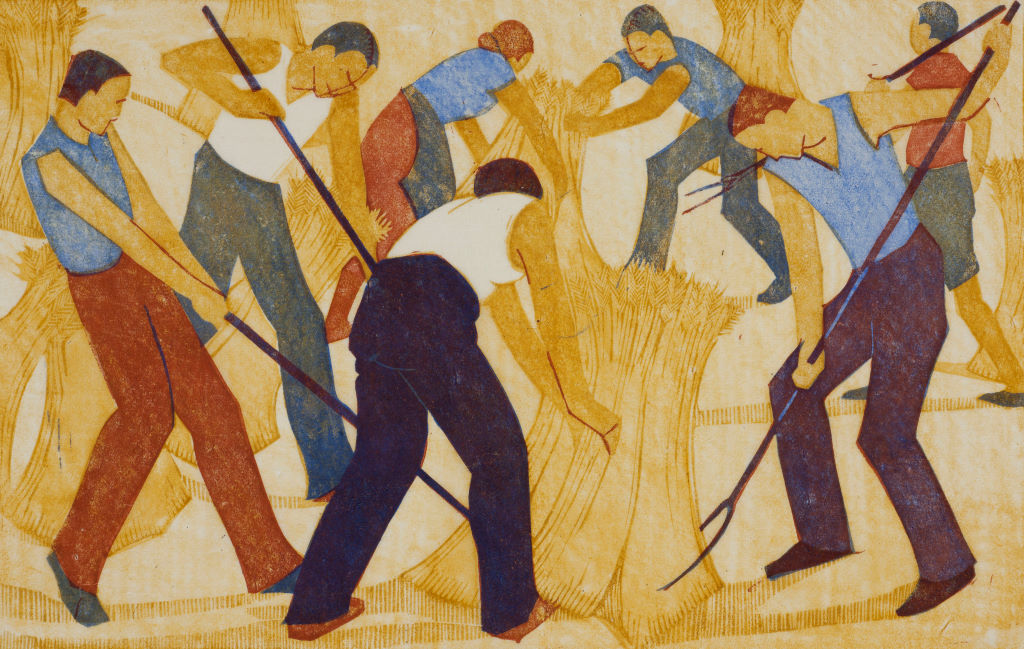
Harvest [Récoltes] (1932), Wellington, Te Papa Tongarewa.
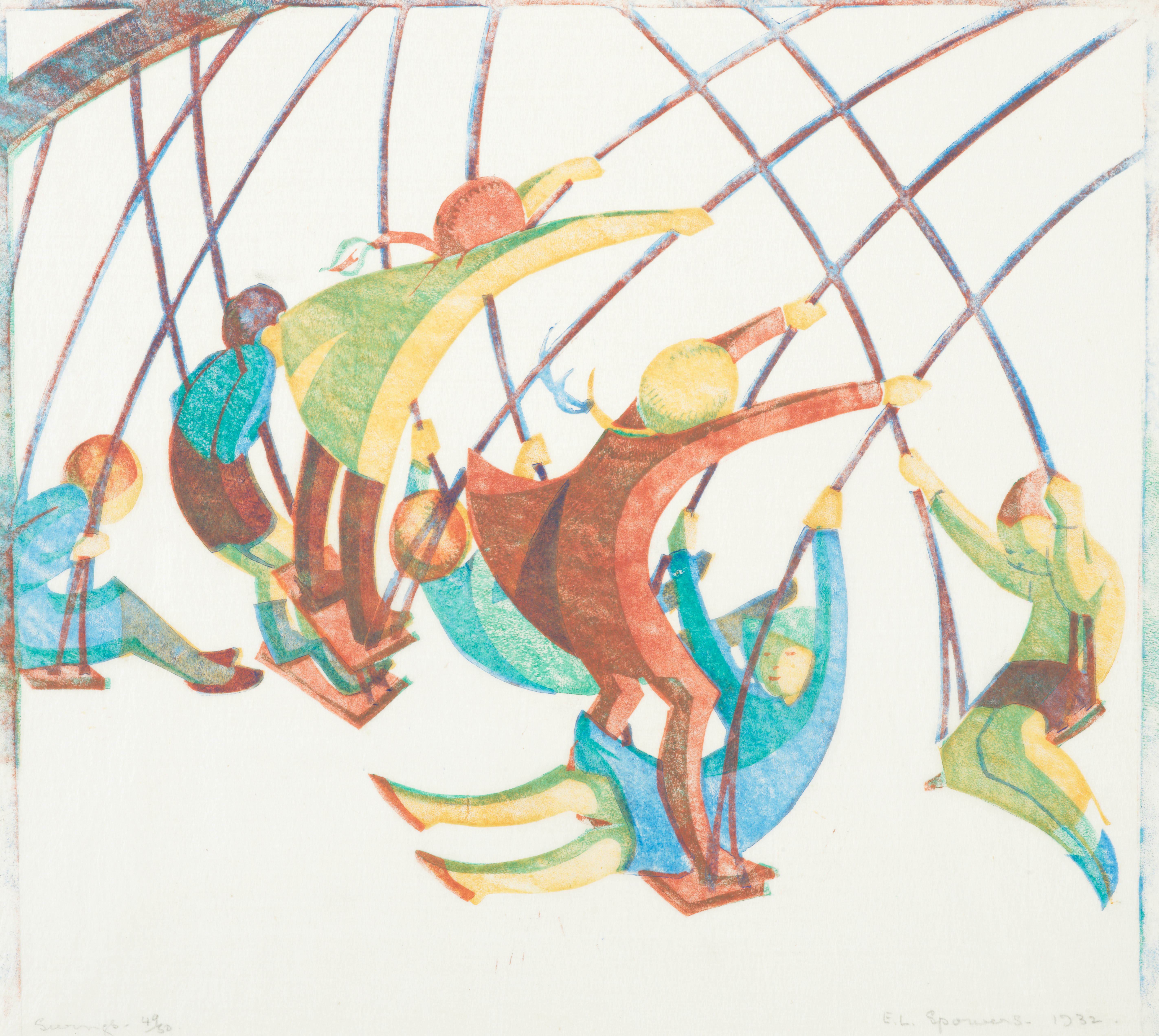
Swings [Balançoires] (1932), Wellington, Te Papa Tongarewa.
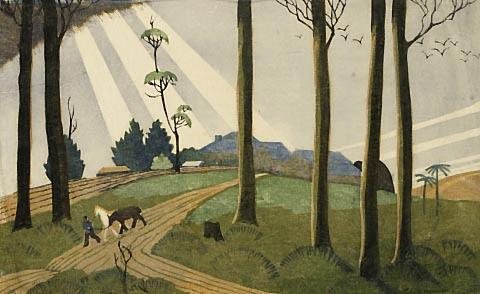
The Lonely Farm [La Ferme isolée] (1933), musée d'Art d'Auckland.
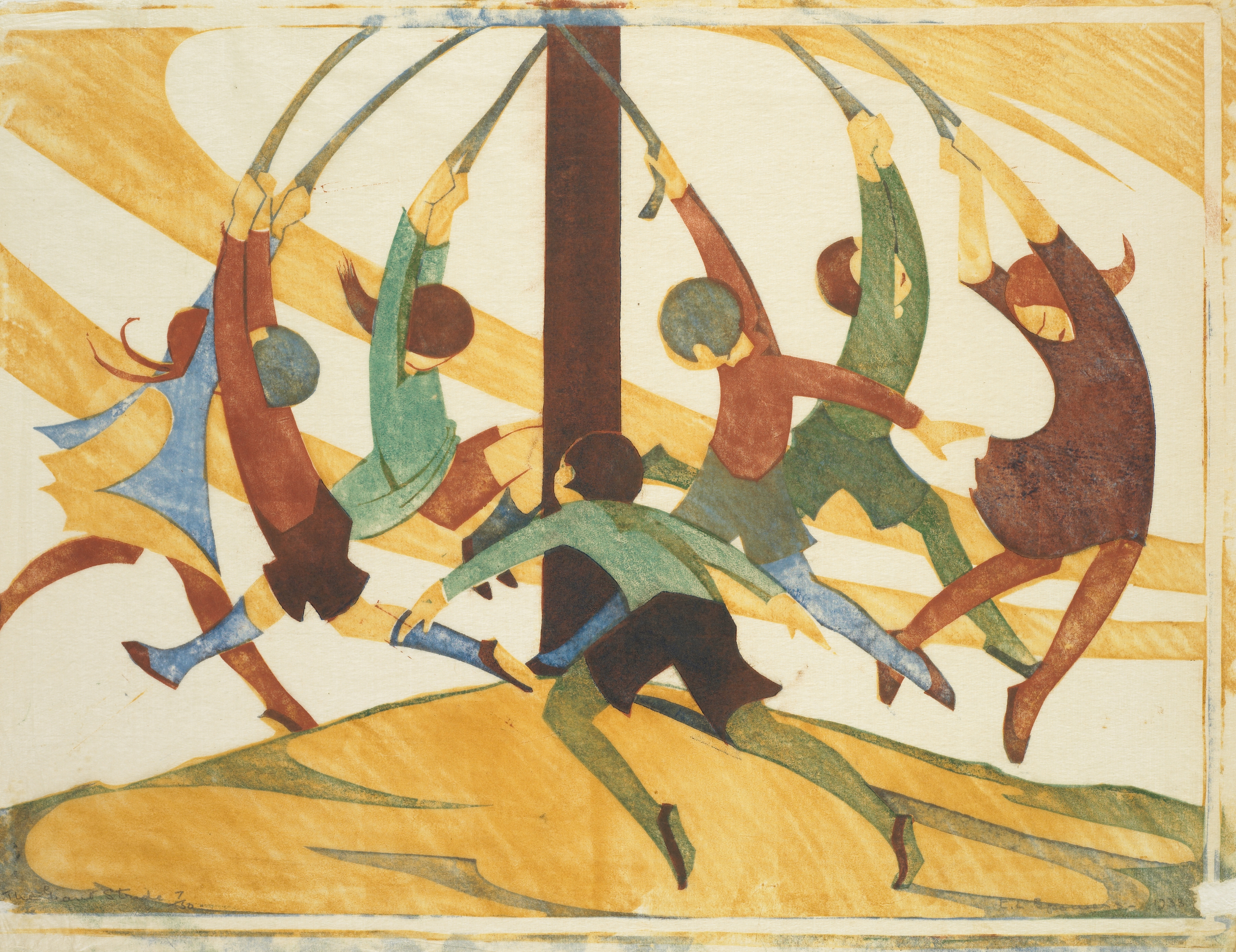
The giant stride [La Foulée géante] (1933), Wellington, Te Papa Tongarewa.
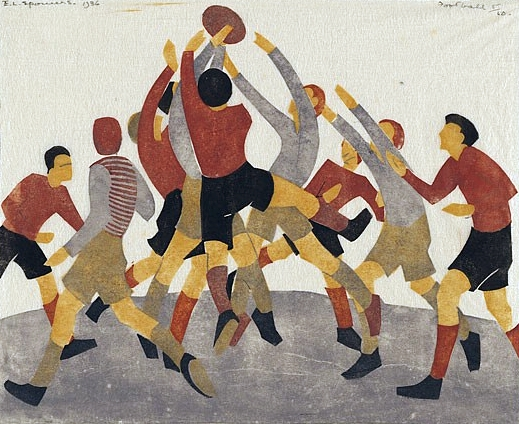
Football (1936), Canberra, Galerie nationale d'Australie.
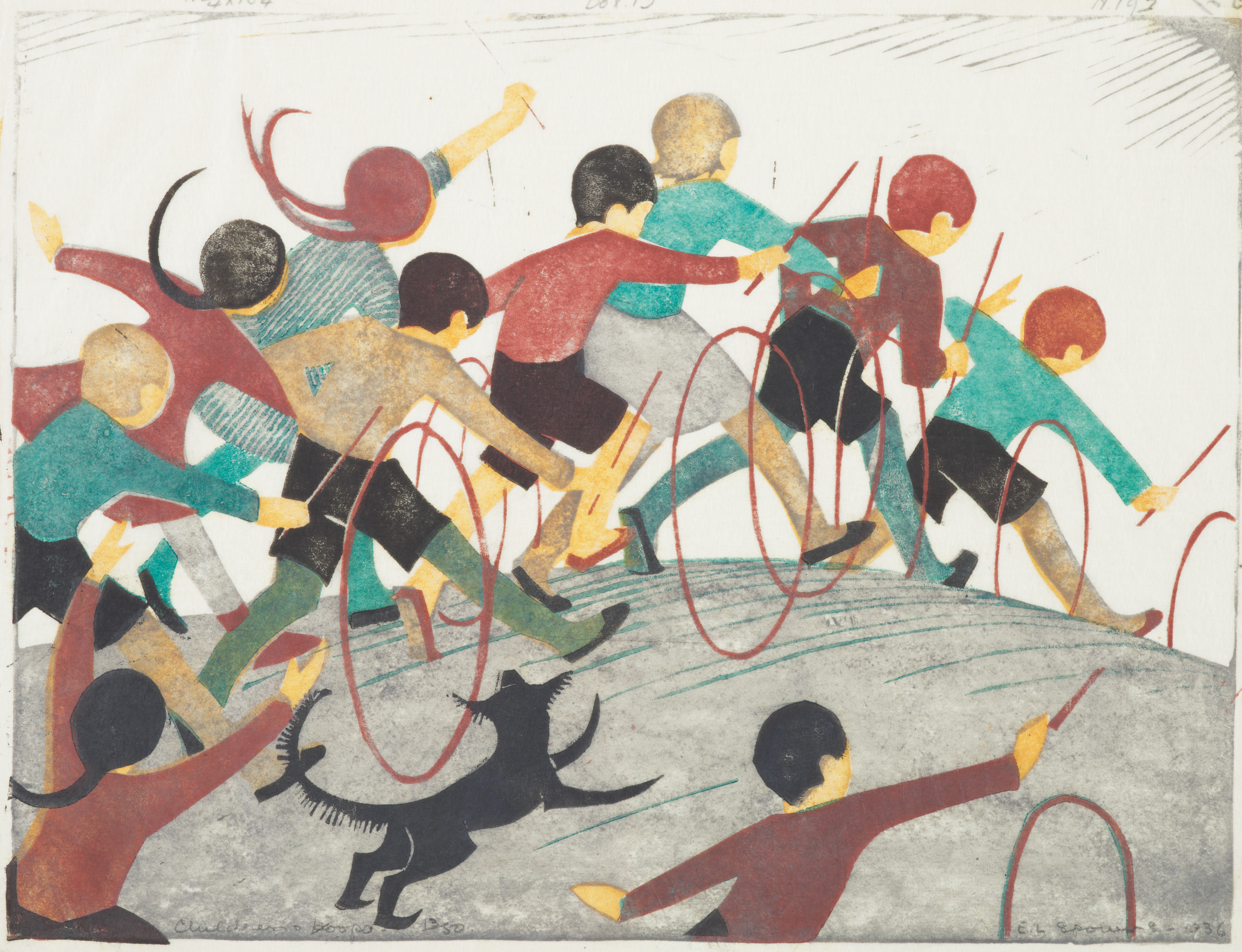
Children’s hoops [Cerceaux d'enfants] (1936), Wellington, Te Papa Tongarewa.